# Manokia stiasnyi
Manokia stiasnyi är en nässeldjursart som först beskrevs av Bigelow 1938.  Manokia stiasnyi ingår i släktet Manokia och familjen Alatinidae. Inga underarter finns listade i Catalogue of Life.